# Gaélique canadien
Le gaélique canadien est un dialecte du gaélique écossais, parlé au Canada par environ un millier de personnes, dont la plupart se trouvent dans les provinces maritimes (Nouvelle-Écosse, Île-du-Prince-Édouard), ainsi que dans les métropoles canadiennes, là où il y a des populations de Gaëls immigrés. À une époque (entre 1790 et 1890), cette langue était la troisième langue la plus parlée au Canada, après l'anglais et le français[réf. nécessaire]. Elle a en revanche souffert d'un déclin rapide au XXe siècle, au point d'être à présent menacée d'extinction[réf. nécessaire].